# するが企画観光局
公益財団法人するが企画観光局は、静岡市、焼津市、藤枝市、島田市、牧之原市、吉田町、川根本町の静岡県中部地域5市2町において、観光宣伝の実施や観光イベント等の支援をしたり、コンベンションの誘致などを行う公益財団法人、観光協会。
以前の名称は公益財団法人静岡観光コンベンション協会であった。いくつかの団体が統合されて成り立っている。

## 沿革
- 昭和8年　旧静岡市に静岡市観光協会が設立される
- 昭和15年　静岡市観光協会は戦時のため中断、のち昭和26年に再開される
- 昭和22年　旧清水市（現静岡市清水区）の清水商工会議所内に清水市観光協会設立
- 昭和58年　清水市観光協会が商工会議所から独立
- 平成4年　静岡市と静岡商工会議所が中心となり静岡コンベンションビューローが設立される
- 平成6年　清水市、焼津市、藤枝市、岡部町（現藤枝市）、大井川町（現焼津市）、島田市の4市2町が静岡コンベンションビューローに参画した
- 平成7年　静岡コンベンションビューローが財団法人化
- 2003(平成15)年　静岡市と清水市の市町村合併にともない静岡市観光協会と清水市観光協会が合併し、静岡市観光協会となる
- 2007年　静岡市観光協会と財団法人静岡コンベンションビューローを統合し、財団法人静岡観光コンベンション協会となる
- 2013年　公益法人の認定を受け、公益財団法人静岡観光コンベンション協会となる
- 2017年10月1日　名称を「するが企画観光局」に変更した[2]